# VESA Display Power Management Signaling
VESA Display Power Management Signaling (DPMS) è uno standard del consorzio VESA per la gestione del risparmio energetico dei monitor video per i computer attraverso la scheda grafica. Un esempio del suo utilizzo è quello di poter spegnere lo schermo dopo un periodo di inattività del computer, per risparmiare energia.
DPMS 1.0 uscì nel 1993, ed era basato sulle specifiche della gestione energetica Energy Star, della United States Environmental Protection Agency (EPA). Le revisioni successive furono inserite nelle Estensioni BIOS VESA.
Lo standard descrive come usare i segnali H-sync e V-sync in un monitor SVGA standard per abilitare le varie capacità di risparmio energia del monitor.
DPMS definisce quattro modalità: normale, standby, sospeso e spento:
|          | H-sync | V-sync | Energia | Tempo di recupero |
| -------- | ------ | ------ | ------- | ----------------- |
| Acceso   | On     | On     | 100 %   | -                 |
| Stand-by | Off    | On     | < 80 %  | ~1 Sec.           |
| Sospeso  | On     | Off    | < 30W   | ~5 Sec.           |
| Spento   | Off    | Off    | < 8W    | ~20 Sec.          |